# R̦
Cette page contient des caractères spéciaux ou non latins. S’ils s’affichent mal (▯, ?, etc.), consultez la page d’aide Unicode.
R̦ (minuscule : r̦), appelé R virgule souscrite, est un graphème qui était utilisé dans l'écriture du same et du nénètse.
Il s'agit de la lettre R diacritée d'une virgule souscrite.
Il est utilisé en live, mais dans la pratique les caractères codés pour R cédille sont utilisés pour le représenter pour des raisons techniques historiques. Ce dernier a sa cédille remplacée par une virgule souscrite dans plusieurs fontes adaptées au live. Il était aussi utilisé en letton avant 1946.

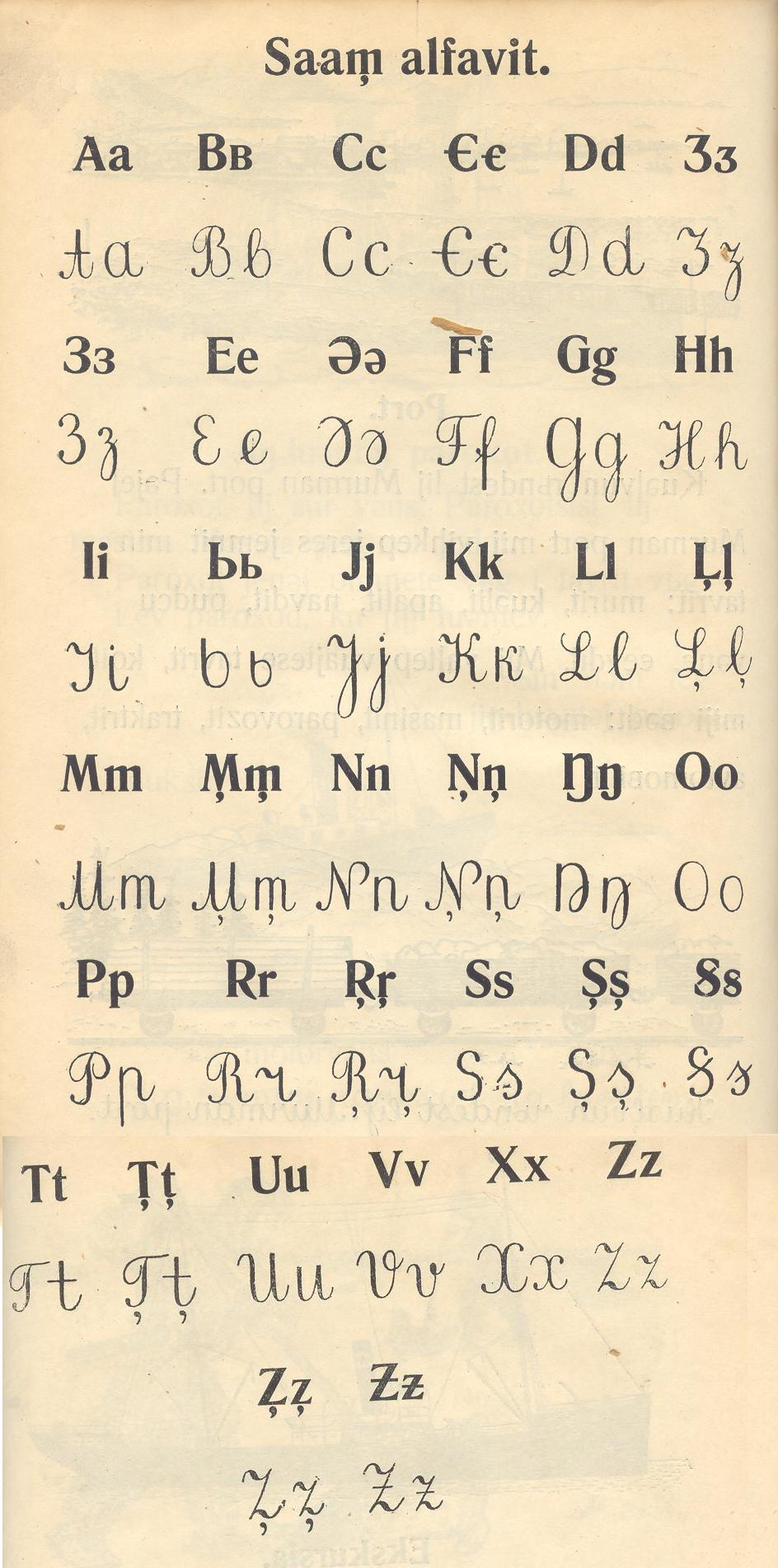
Alphabet same de 1933 utilisant le R virgule souscrite.

## Utilisations

### Latgalien
Le R virgule souscrite a été utilisé dans une grammaire du latgalien de 1928.

### Nénètse
En nénètse, le R virgule souscrite ‹ R̦, r̦ › était utilisé dans l’alphabet latin de 1931 pour représenter la consonne roulée alvéolaire voisée palatalisée : /rʲ/.

## Représentations informatiques
Le R virgule souscrite peut être représenté avec les caractères Unicode suivant :
- décomposé (latin de base, diacritiques) :

| formes    | représentations | chaînes de caractères | points de code | descriptions                                            |
| --------- | --------------- | --------------------- | -------------- | ------------------------------------------------------- |
| capitale  | R̦               | R◌̦                    | U+0052 U+0326  | lettre majuscule latine r diacritique virgule souscrite |
| minuscule | r̦               | r◌̦                    | U+0072 U+0326  | lettre minuscule latine r diacritique virgule souscrite |